# یان مارتین
یان مارتین (انگلیسی: Ian Martin؛ زادهٔ ۱ ژانویهٔ ۲۰۰۰) فعال حقوق بشر اهل بریتانیا، مشاور و یکی از مقامات سازمان ملل متحد است. آخرین مأموریت مارتین نماینده ویژه دبیرکل سازمان ملل متحد و رئیس حمایت سازمان ملل متحد برای لیبی بود و از ۲۰۱۵ تا ۲۰۱۸ مدیر اجرایی گزارش به شورای امنیت بود.

## زندگی‌نامه
مارتین در مدرسه برنتوود در برنتوود، اسکس تحصیل کرد و از کالج امانوئل، دانشگاه کمبریج با کسب رتبه درجه یک در تاریخ و اقتصاد فارغ‌التحصیل شد. پس از آن، وی به مدت یک سال دانشجوی کارشناسی ارشد اقتصاد در دانشگاه هاروارد بود.
مارتین از سال ۱۹۶۹ تا ۱۹۷۲ برای بنیاد فورد در هند، پاکستان و بنگلادش مشغول به کار شد. در ۱۹۷۱ در داکا و پاکستان شرقی، مارتین شاهد آغاز جنگ آزادی‌بخش بنگلادش بود.
مارتین پس از بازگشت به انگلستان با شورای روابط اجتماعی ردبریچ در لندن کار کرد و سپس پنج سال به عنوان دبیرکل شورای مشترک رفاه مهاجران و سه سال به عنوان دبیرکل انجمن فابیان مشغول به کار شد. او از ۱۹۷۸ تا ۱۹۸۲ در حزب لورن در شورای روابط اجتماعی ردبریج مشاور لندن بود.
کارهای پیشین مارتین در شبه قاره هند منجر به این شد که وی در ۱۹۸۵ رئیس بخش آسیا در بخش تحقیقات عفو بین‌الملل شود. در ۱ اکتبر ۱۹۸۶ وی دبیرکل عفو بین‌الملل شد، وی در این پست تا اکتبر ۱۹۹۲ ایفای مسئولیت کرد. تعداد اعضا، حامیان و مشترکان این سازمان در دوران تصدی مارتین به عنوان دبیرکل تقریباً دو برابر شد. مارتین رئیس ماموریت‌های عفو بین‌الملل در اسرائیل و سرزمین‌های اشغالی، اوگاندا، بحرین، کویت، جمهوری کره، آرژانتین، اتریش، مصر، بنگلادش، کوبا، فیلیپین، مجارستان، موزامبیک، اتحاد جماهیر شوروی ، سوریه، پاکستان، سودان، اردن، یمن، کلمبیا، پرو، بوتان، قزاقستان، قرقیزستان، ازبکستان، تونس و هند بود. حقوق بشر در حال حاضر! و تورهای کنسرت در زمان رهبری مارتین برگزار گردید.
در خصوص استعفای مارتین از دبیرکلی عفو بین‌الملل در کتاب استفان هاپگود در ۲۰۰۶ با نام نگهبانان شعله نوشت: درک عفو بین‌الملل مورد بحث قرار گرفت. به گفته هاپگود، تصمیم مارتین تا حدی به دلیل درگیری با پیتر دافی رئیس کمیته اجرایی عفو بین‌الملل بود. پس از خروج از هوش مصنوعی، او به عنوان یک عضو ارشد در بنیاد کارنگی برای صلح بین‌المللی مشغول به کار شد.

## سازمان ملل
مارتین برخی از پست‌های عالیرتبه را در سازمان ملل متحد و سایر سازمان‌های بین‌المللی برعهده داشته‌است. در حین کار در بنیاد کارنگی برای صلح بین‌المللی، از وی خواسته شد تا به عنوان مدیر حقوق بشر و معاون مدیر اجرایی بین‌المللی سازمان خبر آمریکایی در هائیتی خدمت کند و پذیرفت. مارتین پس از ترک هائیتی، از سال ۱۹۹۵ تا ۱۹۹۶ رئیس عملیات میدانی حقوق بشر سازمان ملل در رواندا بود.
مارتین در ۱۹۹۸ به عنوان مشاور ویژه در زمینه عملیات حقوق بشر در کمیساریای عالی حقوق بشر منصوب شد، سپس از ۱۹۹۸ تا ۱۹۹۹ معاون نماینده عالی حقوق بشر در دفتر نماینده عالی در بوسنی و هرزگوین منصوب شد. در جریان مأموریت سازمان ملل متحد در تیمور شرقی که در ۱۹۹۹ توجه جهانیان را به خود جلب کرد، مارتین به عنوان نماینده ویژه دبیرکل سازمان ملل در مشاوره در زمینه تیمور شرقی خدمت می‌کرد. . از ۲۰۰۰ تا ۲۰۰۱ وی به عنوان نماینده ویژه دبیرکل سازمان ملل در نمایندگی سازمان ملل متحد در اتیوپی و اریتره منصوب شد. در ۲۰۰۶، وی به عنوان فرستاده ویژه دبیرکل در تیمور شرقی خدمت کرد.

### نپال
از سال ۲۰۰۵ تا ۲۰۰۶، مارتین دفتر حقوق بشر کمیساریای عالی حقوق بشر سازمان ملل متحد را در نپال رهبری کرد. در اکتبر ۲۰۰۵ دولت پادشاهی گیانندرای نپال فرمان رسانه‌ای محدود کننده‌ای را وضع کرد که منجر به آن شد تا دفتر مارتین بیانیه‌ای صادر کند و آن را به عنوان «نقض استانداردهای بین‌المللی حقوق بشر» محکوم کند. مارتین همچنین سمت نماینده شخصی دبیرکل در نپال را برای حمایت از روند صلح، ۲۰۰۶–۲۰۰۷، و نماینده ویژه دبیرکل و رئیس نمایندگی سازمان ملل متحد در نپال از ۲۰۰۶–۲۰۰۹ در اختیار داشت.

### سری لانکا
در طول جنگ داخلی سری‌لانکا، مارتین توسط دولت سریلانکا و ببرهای آزادیبخش تامیل به عنوان مشاور حقوق بشر در روند صلح و شرکت در مذاکرات صلح منصوب شد. مذاکرات در سال ۲۰۰۳ قبل از تصویب توافقنامه حقوق بشر توسط مارتین و از جانب دو طرف متوقف شد.

### تحقیقات غزه و ویکی‌لیکس
در ۲۰۰۹، مارتین از سوی بان کی‌مون دبیرکل سازمان ملل متحد به منظور بررسی نه حادثه جداگانه در طول سال ۲۰۰۸ به ریاست هیئت تحقیق مستقر دفتر مرکزی سازمان ملل متحد منصوب شد. در جنگ غزه (۲۰۰۸–۲۰۰۹) که منجر به مرگ، جراحت یا آسیب در تأسیسات سازمان ملل متحد شد. گزارش هیئت مدیره که خلاصه‌ای از آن در ۵ مه ۲۰۰۹ منتشر شد، به این نتیجه رسید که هفت حادثه جداگانه نتیجه شلیک نیروهای دفاعی اسرائیل بوده‌است، اما هیچ مدرکی مبنی بر استفاده از امکانات سازمان ملل برای حمله به ارتش اسرائیل پیدا نشده‌است.
این هیئت همچنین به سازمان ملل توصیه کرد که نقض قوانین بشردوستانه بین‌المللی توسط طرفین درگیری: نیروهای اسرائیلی، حماس و دیگر شبه نظامیان فلسطینی مورد بررسی بیشتر قرار گیرد.
در آوریل ۲۰۱۱ ویکی‌لیکس اسنادی را منتشر کرد که نشان می‌داد سوزان رایس سفیر ایالات متحده آمریکا در سازمان ملل متحد در ۴ مه ۲۰۰۹ مارتین با بان کی‌مون تماس گرفت و او را برای موضعگیری تحت فشار قرار داد. توصیه مارتین برای تحقیقات گسترده بود.
شورای حقوق‌بشر سازمان ملل متحد تا آن زمان محدوده تحقیقات خود را که تعیین شده بود باز نویسی کرد و پس از آن مأموریت هیئت حقیقت‌یاب سازمان ملل درباره مناقشه غزه را به ریاست ریچارد گلدستون واگذار کرد.

### لیبی
مارتین در آوریل ۲۰۱۱ به عنوان مشاور ویژه دبیرکل در برنامه‌ریزی پس از درگیری برای لیبی انتخاب شد و مسئول هماهنگی سازمان‌ها، بودجه و برنامه‌های مختلف سازمان ملل متحد و همچنین مشورت با سازمان بین‌المللی مهاجرت و بانک جهانی بود. در طول این کار در لیبی، وی از بنغازی دیدن کرد و با شورای ملی انتقالی لیبی مشورت کرد.
مارتین نماینده ویژه دبیرکل و رئیس مأموریت پشتیبانی سازمان ملل متحد در لیبی از ۱۱ سپتامبر ۲۰۱۱ تا ۱۷ اکتبر ۲۰۱۲ بود که متعاقباً طارق میتری جانشین وی شد. جورج شارپانتیر در آنزمان معاون او بود، مارتین ۲۰۰ نفر از پرسنل را که مسئولیت انجام وظایف مختلف از جمله کمک به انتخابات و آموزش پلیس را بر عهده داشتند نیز رهبری کرد. در ۱۰ مه ۲۰۱۲ مارتین به شورای امنیت سازمان ملل متحد گفت که گزارش‌های موثقی از وفاداران به سرنگونی معمر قذافی دریافت کرده و در مراکز بازداشت تحت نظر دولت انتقالی موارد بدرفتاری و حتی شکنجه شدن وجود دارد. در آوریل ۲۰۱۲، افراد ناشناس بمبی را به سمت کاروان وی در حین عبور از بنغازی پرتاب کردند که هیچ‌کس زخمی نشد. در ۸ اوت ۲۰۱۲ مارتین در طرابلس حضور داشت و شورای انتقالی ملی قدرت را به کنگره عمومی ملی واگذار کرد.

## سایر موضوعات
در ۲۰۰۳ دکترای افتخاری دانشگاه اسکس به وی اعطا شد.
مارتین همچنین از ۲۰۰۲ تا ۲۰۰۵ نایب رئیس مرکز بین‌المللی عدالت انتقالی بود. او در زمینه حقوق بشر در دانشگاه‌ها از جمله مدرسه حقوق هاروارد سخنرانی کرده‌است و نوشته‌های وی شامل تعیین سرنوشت در تیمور شرقی: سازمان ملل متحد، رای‌گیری و مداخله بین‌المللی درج شده‌است.

## دیدگاه
مارتین از نتیجه‌گیری کمیسیون بین‌المللی قضات مبنی بر ارتکاب جنایات جنگی و اقدامات نسل‌کشی توسط ارتش پاکستان و همکارانش در طول جنگ آزادی بنگلادش حمایت کرده‌است. وی در حمایت از محاکمه جنایات جنگی توسط دادگاه جنایات بین‌المللی، اظهار نظر خود را ابراز داشته‌است که این روند باید عاری از فشارهای سیاسی باشد.
مارتین با مجازات اعدام مخالف است و علیه استفاده از آن در سراسر جهان مبارزه کرده‌است.